# Egypt Medal
La Egypt Medal era una medaglia di campagna militare inglese coniata per ricompensare quanti avessero partecipato alle campagne militari in Egitto tra il 1882 ed il 1889.

## Storia
La guerra con l'Egitto scoppiò dopo che nel 1869 con l'apertura del Canale di Suez vi furono non poche rivolte nell'area che coinvolsero anche forze armate straniere a partire dal 1882. Tutti coloro che ricevevano l'Egypt Medal erano anche eleggibili per l'ottenimento di una delle tre Khedive's Star.

## Descrizione
La medaglia è costituita da un disco d'argento sul quale è raffigurata sul diritto l'effigie dell'anziana regina Vittoria d'Inghilterra rivolta verso sinistra, velata e corredata dal titolo VICTORIA REGINA ET IMPERATRIX in latino. Sul retro la medaglia presenta una sfinge rivolta verso sinistra, sovrastata dalla scritta "EGYPT" e sotto il piedistallo si legge la data "1882".
Il nastro era metà blu con due strisce bianche.